# جيري كرامر
جيري كرامر (بالإنجليزية: Jerry Kramer)‏ هو مؤلف ومقدم تلفزيوني أمريكي، ولد في 23 يناير 1936 في جورادن في الولايات المتحدة.

## وصلات خارجية
- جيري كرامر على موقع مرجع كرة القدم المحترفة.كوم (الإنجليزية)
- جيري كرامر على موقع IMDb (الإنجليزية)
- جيري كرامر على موقع إن إن دي بي (الإنجليزية)